# Egodepletion
Egodepletion betyder ordagrant "åderlåtning eller uttömning av jaget", och används sedan 1990-talet inom psykologin för det tänkta tillståndet när en människa tömt sina psykiska energier.
Egodepletion som term härrör från en teori av Roy Baumeister, och bygger på den freudianska uppfattningen att jagets energiförråd är ändliga och att dessa ändliga resurser styr jagets vilja. Ett försvagat jag leder, enligt Freud, till att detet och överjaget tar över jagets uppgifter. 
Baumeisters teori går ut på att viljestyrka är beroende av en psykisk energi, och att denna tillfälligt kan avmattas i samband med olika former av kognitiva uppgifter och utövning av viljestyrka, även sådana uppgifter som handlar om att kontrollera sina känslor. Den tillfälliga avmattningen i psykisk energi i samband med en krävande uppgift får som konsekvens att efterföljande uppgifter bedrivs med förminskad psykisk styrka, vilket kan visa sig i form av en sämre prestation såväl på kognitiva uppgifter som i interpersonellt samspel.
Vid till exempel extrem eller långvarig stress, koncentration eller sömnbrist, menar Baumeister att egot töms, varvid självkontrollen minskar. Vid minskad självkontroll försämras många medvetna och viljestyrda processer, till exempel viljestyrda val, att ta kontroll över en situation, eller att vara beredd på och initiera nya utmaningar. Istället blir det svårt att motstå frestelser eller att avhålla sig från att följa motiverade men oönskade responser på olika stimuli. Att motstå impulser från detet och överjaget som både är motiverade och oönskade är, menar Baumeister, psykiskt kostsamt.